# Necrobutcher
Necrobutcher, pseudônimo de Jørn Stubberud (Oslo, 13 de abril de 1968), é um músico norueguês, mais conhecido por ser baixista da banda de black metal Mayhem. É um dos fundadores da banda, ao lado de Euronymous e Manheim, e o único membro da formação original a permanecer nela atualmente.
Ele esteve na banda desde 1983, mas saiu em 1991 devido a problemas pessoais e atritos com a polícia e Euronymous após o suicídio do ex-vocalista Dead. Foi substituído por Varg Vikernes, como baixista de temporário. Retornou em 1995 e permanece até hoje. Apesar disso, o ex-guitarrista Blasphemer afirmou que Necrobutcher não tocou durante as sessões de gravação do álbum Ordo Ad Chao. O motivo foi porque ele não teve tempo para aprender as linhas de baixo que Blasphemer criou.
Ele também já tocou nas bandas: L.E.G.O., Kvikksølvguttene, Bloodthorn e Checker Patrol.
Ao lado de Blasphemer, participou do documentário Metal: A Headbanger's Journey no Wacken Open Air, em que Necrobutcher deu uma entrevista bêbado para Sam Dunn.

## Mayhem
Necrobutcher estava na banda desde 1984, mas saiu em 1991 por causa de preocupações pessoais após o suicídio do ex-vocalista Dead, bem como conflitos internos e desentendimentos com o colega de banda Euronymous. Ele foi substituído como baixista por Varg Vikernes, que assassinou Euronymous em 1993. Em 1995, Necrobutcher reformou a banda, junto com Hellhammer, Maniac e Blasphemer. Ele ainda é o baixista oficial do Mayhem. 
Em 2018, ele lançou seu livro retrospectivo sobre os estágios iniciais da banda, The Death Archives: Mayhem 1984–94. Durante entrevistas promocionais para Daemon de 2018, Necrobutcher afirmou que estava "a caminho de matar Euronymous, mas Varg fez primeiro", e também afirmou que a polícia norueguesa estava ciente das intenções de Vikernes para matar Euronymous, afirmando: “Mas eu mal sabia que a polícia norueguesa já sabia que o conde Grishnackh [Varg] também iria matá-lo. Porque eles grampearam o telefone dele e ele realmente falou sobre esse assassinato antes de ir para Bergen, então a polícia já sabia disso. ele estava vindo, então eles provavelmente estavam pensando: 'Não conseguimos pegar esse cara pelos incêndios na igreja, então vamos deixar que ele cometa o assassinato e então pegá-lo por homicídio e nos livrar desse sujeito [Euronymous] em Oslo ao mesmo tempo. Então, basicamente, foi isso que aconteceu."

## Vida pessoal
Necrobutcher é ateísta. Ele possui uma filha e um neto.

## Discografia

### Álbuns
- De Mysteriis Dom Sathanas (1994) (composição)[9]
- Grand Declaration of War (2000)
- Chimera (2004)
- Ordo ad Chao (2007)
- Esoteric Warfare (2014)
- Daemon (2019)

### EPs
- Deathcrush (1987)
- Wolf's Lair Abyss (1997)
- Life Eternal (2008)  (Letras)
- Atavistic Black Disorder / Kommando (2021)

### Álbuns ao vivo
- Live in Leipzig (1993)
- The Dawn of the Black Hearts (1995)
- Mediolanum Capta Est (1999)
- Live in Marseille (2001)
- Live in Zeitz (2016)
- De Mysteriis Dom Sathanas Alive (2016)
- Live in Jessheim (2017)
- Live in Sarpsborg (2019)

## Equipamento
- Gibson Les Paul Bass
- ESP EC - 104